# Jean-Paul Boeka-Lisasi
Gauthier Jean-Paul Boeka-Lisasi, né le 6 juin 1974 à Kinshasa, est un footballeur international congolais qui évolue au poste d'attaquant. Il a une carrière assez mouvementée, changeant de club assez régulièrement, il en a connu 12 entre 1992 et 2006.
Boeka-Lisasi a notamment joué à Malines, et en 2010 il a été champion en provinciales avec Saint-Josse.